# Ederscel
Ederscel o Eterscel (fl. II secolo a.C.) fu un leggendario Re supremo dell'Irlanda del II secolo a.C.
Prese il potere succedendo a Eochaid Airem. Regnò per cinque o sei anni, fino alla morte avvenuta per mano di Nuada Necht.

## Fonti
- Seathrún Céitinn, Foras Feasa ar Éirinn 1.31
- Annali dei Quattro Maestri M5069-5084